# Lila dice
Lila dice (Lila dit ça) è un film del 2004 diretto da Ziad Doueiri, tratto dall'omonimo romanzo di Chimo.

## Produzione
I produttori italiani Bernadette Carranza e Luigi Ferrara Santamaria con Patrizia Biancamano hanno acquistato i diritti letterari del caso editoriale Lila dice, trovando poi capitali francesi e inglesi e affidando la produzione esecutiva a Marina Gefter.
Il regista ha scelto di ambientare il film nel vecchio quartiere popolare Le Panier di Marsiglia, città multietnica e meticcia, invece dell'ambientazione originaria del romanzo, la banlieu parigina, perché convinto che «nessuno oggi ha voglia di vedere ancora storie di emigrati depressi in periferie depresse. Oggi L'odio di Kassovitz non avrebbe più alcun successo.» Ziad Doueiri così descrive la propria opera: 
(Ziad Doueiri)
(Ziad Doueiri)

## Distribuzione
Il film è stato presentato al Sundance Film Festival e al festival Schermi d'amore di Verona.